# 100 эпизодов
В телевизионной индустрии США 100 эпизодов является традиционным порогом для достижения возможности синдикации. 100 эпизодов является стандартом для синдикации, так как позволяет транслировать проект в течение двадцати недель повторного показа с понедельника по пятницу (хотя периодичность показа часто варьируется) без необходимости дополнительного повтора отдельных эпизодов. За счет этого стоимость продажи эпизода сериала, имеющего сто эпизодов, выше, чем у проекта с меньшим количеством серий.
Хотя большинство телешоу в ходе истории стремились произвести большее количество эпизодов, были и исключения. Так, классический ситком «Жизнь с Элизабет» 1953–55 гг., одним из первых произведенный с целью синдикации, имеет 65 эпизодов, так как продюсеры опасались перенасыщения рынка и падения стоимости продажи прав на повторы. В последние годы минимальное количество эпизодов для синдикации установилось на уровне 88 (как правило, 4 сезона по 22 эпизода).
Отметку в сто эпизодов сериал обычно достигает на пятом сезоне. Считается, что даже ограниченно успешный при первом показе сериал может оказаться успешным в синдикации, принося прибыль компании-производителю. Таким примером является ситком «Радио Цинциннати» (1978–82), который получил больший успех в синдикации, нежели на первом показе. Неожиданный успех нашёл ситком 1950-х «Новобрачные», который имел лишь 39 эпизодов (хотя за счёт скетчей в «Шоу Джеки Глисона» и благодаря редактированию достиг отметки в 100 эпизодов). 
Наиболее успешными ситкомами в синдикации отмечаются «Шоу Косби», «Сайнфелд» и «Друзья». Права на пятилетнюю синдикацию «Сайнфелд» в конце 1990-х были проданы за 1,1 млрд долл. за 180 эпизодов.
Достижение отметки в сто эпизодов не всегда гарантирует успех в синдикации даже для классических ситкомов. Ярким примером является ситком «Беккер» (1998–2002), который, несмотря на 129 эпизодов и высокие рейтинги на премьерных показах, не смог получить синдикатора вплоть до 2010 года. Ситком «Без ума от тебя» (1992–1999) также считается неудачным для синдикации из-за своей датированности и рейтинговому и творческому спаду в последнем сезоне. Необычным примером неудачного шоу является ситком «Только любовь» (56 эпизодов, 1989–1992), который был закрыт студией-производителем 20th Century Fox Television, а не каналом ABC, так как считался бесперспективным для синдикации.